# 537
El 537 (DXXXVII) fou un any comú començat en dijous del calendari julià.

## Esdeveniments
- Vigili I és elegit papa.
- Inauguració de la basílica de Santa Sofia a Constantinoble.[1]